# 郑大峇
郑大峇（英語：Tee Tua Ba，1942年6月17日—），原新加坡警察总监、驻外大使。

## 生平
郑大峇早年曾就读于实龙岗学校、维多利亚学校、莱佛士书院等校。后考入新加坡大学，并于1966年毕业，获法学士学位。1967年起，他加入新加坡警察部队。之后他曾任水警警署署长、美芝路警署署长等职，1976年升任全国警区司令。1978年，任肃毒局局长。1982年，任代理副警察总监。1987年，出任监狱总监。1990，任副警察总监。1992年，升任为警察总监。
郑大峇于1997年自警察总监任上退休，此后开始外交官生涯。1997年至2001年间，他出任新加坡驻文莱高级专员。2002年至2006年间，任新加坡驻埃及大使，兼驻约旦、阿联酋、塞浦路斯。2008年起，又先后出任新加坡驻阿联酋、瑞士的非常驻大使。此外，他还于2008年被任命为新加坡红十字会会长。
郑大峇曾获得过许多荣誉，包括新加坡公共行政银质奖章（1974年）、公共行政金质奖章（1981年）、功绩奖章（1998年）、殊功勋章（2015年），以及马来西亚效忠领袖勋章（1994年）、马来西亚皇家警察英勇勋章（1996年）等。